# David Preute
David Preute (* 12. Juni 1996 in Reutlingen, Baden-Württemberg) ist ein deutscher Filmregisseur und Drehbuchautor.

## Leben
David Preute wuchs in Reutlingen auf und legte 2014 sein Abitur am Firstwald-Gymnasium-Mössingen ab. Von 2015 bis 2021 studierte er Regie an der Hochschule für Fernsehen und Film München. Er erwarb zusätzlich ein Regiediplom an der School of Cinematic Arts der University of Southern California in Los Angeles. Er lebt und arbeitet als freier Autor und Regisseur in München.

## Arbeit
Im September 2021 feierte Preute mit seinem ersten abendfüllenden Spielfilm Rogue Trader Weltpremiere bei den Internationalen Hofer Filmtagen. Der Film wurde im weiteren Verlauf beim Max Ophüls Preis, dem Buenos Aires International Film Festival und der TeleVisionale Baden-Baden gezeigt. Am 5. Dezember 2022 erfuhr der Film seine TV-Erstausstrahlung in der Sektion „Debüt im Ersten“ der ARD.